# Motor Vernier

Esquema de funcionamento de um Motor Vernier.

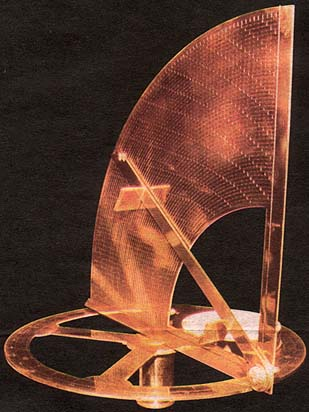
Nônio original de Pedro Nunes.

O termo Motor Vernier, usado no contexto de projeto de motores de foguete 
que usem combustíveis líquidos, se refere a um motor que exerce o controle vetorial do empuxo dos foguetes e 
espaçonaves, permitindo alterar sua trajetória em voo.
São em geral motores com um menor impulso específico do que os motores principais, e são usados para controlar com precisão, a trajetória e a velocidade
do foguete ou espaçonave. O seu nome foi atribuído em homenagem ao matemático francês Pierre Vernier, que adaptou o nônio original de
Pedro Nunes, para medir ângulos com precisão.